# David O’Leary
David Anthony O’Leary (irl. Dáibhí Antóin Ó Laoghaire, ur. 2 maja 1958 roku w Stoke Newington w Londynie) – irlandzki piłkarz i trener. Były zawodnik Arsenalu oraz Leeds United.

## Kariera klubowa
Pierwszym klubem w karierze Davida O’Leary’ego był Arsenal, do którego dołączył w 1973 roku. Początkowo występował w drużynie rezerw, a w seniorskim składzie zadebiutował 16 sierpnia 1975 roku w pojedynku przeciwko Burnley. Jego pierwszym sukcesem było sięgnięcie z „Kanonierami” po Puchar Anglii. W 1979 roku, w finale tych rozgrywek, Arsenal pokonał 3:2 Manchester United. Osiągnięcie to O’Leary powtórzył jeszcze w 1993 roku. Irlandczyk dwa razy zdobywał także Puchar Ligi Angielskiej (w 1987 i 1993 roku) oraz mistrzostwo Anglii (w 1989 i 1991 roku).
Po niemal 20 latach spędzonych na Highbury i zapisaniu się w historii Arsenalu jako posiadacz największej ilości występów, O’Leary na zasadzie wolnego transferu przeniósł się do Leeds United. W klubie z Elland Road grywał regularnie do czasu, kiedy doznał kontuzji ścięgna Achillesa. Uraz okazał się na tyle poważny, że ostatecznie O’Leary zmuszony był do zakończenia swojej piłkarskiej kariery.

## Kariera reprezentacyjna
W reprezentacji Irlandii O’Leary zadebiutował 8 września 1976 roku w zremisowanym 1:1 pojedynku z Anglią. Dla drużyny narodowej rozegrał łącznie 68 spotkań i strzelił jednego gola (13 listopada 1991 roku w meczu przeciwko Turcji). Wystąpił między innymi na Mistrzostwach Świata 1990, na których Irlandczycy dotarli do ćwierćfinału.

## Kariera trenerska
O’Leary po zakończeniu kariery został trenerem. We wrześniu 1996 został asystentem szkoleniowca Leeds – George’a Grahama. Następnie Graham przyjął ofertę z Tottenhamu Hotspur, a O’Leary został pierwszym trenerem „Pawi”. Za jego kadencji Leeds nigdy nie zajmowało w końcowej tabeli ligowej gorszego miejsca niż piąte, bardzo dobrze prezentowało się także w europejskich pucharach. „The Peacocks” dotarli między innymi do półfinału Pucharu UEFA oraz Ligi Mistrzów. Irlandczyk na Elland Road sprowadził wielu młodych i perspektywicznych piłkarzy, których stopniowo wprowadzał do pierwszego zespołu. O’Leary prowadził Leeds przez pięć lat. Z klubu odszedł w 2002 roku. W 2003 roku przyjął ofertę Aston Villi. Został zwolniony trzy lata później z powodu fatalnych wyników ekipy „Lwów”. 4 lipca 2010 roku został trenerem grającego w Zjednoczonych 
Emiratach Arabskich klubu Al-Ahli Dubaj. 22 kwietnia 2011 został zwolniony z funkcji trenera klubu Al-Ahli Dubaj.

## Życie prywatne
- Brat Davida – Pierce – również był zawodowym piłkarzem. Występował w Shamrock Rovers Dublin, Celticu oraz zaliczył siedem występów w narodowej reprezentacji.
- Bratanek Davida – Ryan – także związał się z piłką nożną. Obecnie występuje w szkockim Kilmarnock. Ma za sobą występy w zespole Irlandii do lat 21. Ostatecznie jednak zdecydował się reprezentować barwy drużyny narodowej Szkocji, ponieważ w tym kraju przyszedł na świat.